# ビナーゴ
ビナーゴ（イタリア語: Binago）は、イタリア共和国ロンバルディア州コモ県にある、人口約4,800人の基礎自治体（コムーネ）。

## 地理

### 位置・広がり
コモ県のコムーネ。県都コモから西へ14kmの距離にある。

#### 隣接コムーネ
隣接するコムーネは以下の通り。括弧内のVAはヴァレーゼ県所属を示す。
- ベレガッツォ・コン・フィリアーロ
- カステルヌオーヴォ・ボッツェンテ
- マルナーテ (Malnate) (VA)
- ソルビアーテ・コン・カーニョ (ソルビアーテ)
- ヴェダーノ・オローナ (VA)
- ヴェネゴーノ・インフェリオーレ (VA)
- ヴェネゴーノ・スペリオーレ (VA)

### 地震分類
イタリアの地震リスク階級 (it) では、4 に分類される
。